# 5155 Denisyuk
5155 Denisyuk este un asteroid din centura principală de asteroizi.

## Descriere
5155 Denisyuk este un asteroid din centura principală de asteroizi. A fost descoperit pe 18 aprilie 1972 la Observatorul de Astrofizică din Crimeea de Tamara Smirnova. El prezintă o orbită caracterizată de o semiaxă mare de 3,12 ua, o excentricitate de 0,13 și o înclinație de 6,1° în raport cu ecliptica.